# 마동천 (울산)
마동천은 울산광역시 북구 매곡동의 동대산에서 발원하여 매곡지방산업단지를 거쳐 남서류하다가 동천강의 지류인 매곡천으로 흘러드는 강이다.